# Cryphioxena
Cryphioxena é um gênero de traça pertencente à família Agonoxenidae.